# Reign Over Me
Reign Over Me (no Brasil: Reine sobre Mim; em Portugal: Em Nome da Amizade), é um filme estadunidense de 2007, um drama escrito e dirigido por Mike Binder, e produzido por Jack Binder e estrelado por Adam Sandler, Don Cheadle, Jada Pinkett Smith, Liv Tyler, Donald Sutherland, Saffron Burrows e o próprio Mike Binder.
Distribuído pela Columbia Pictures, o filme foi lançado em 23 de março de 2007. O filme foi lançado em DVD e Blu-ray em 9 de outubro de 2007.

## Sinopse
O filme conta a história de Charlie Fineman (Adam Sandler), que perde a sua família no atentado de 11 de setembro de 2001, em Nova York. Charlie reencontra seu amigo de faculdade, Alan Johnson (Don Cheadle), que tenta ajudá-lo a superar o trauma.

## Elenco
- Adam Sandler como Dr. Charlie Fineman
- Don Cheadle como Dr. Alan Johnson
- Jada Pinkett Smith como Janeane Johnson
- Liv Tyler como Dr. Angela Oakhurst
- Saffron Burrows como Donna Remar
- Donald Sutherland como Judge David Raines
- Robert Klein como Jonathan Timpleman
- Melinda Dillon como Ginger Timpleman
- Mike Binder como Bryan Sugarman
- Jonathan Banks como Stelter
- John de Lancie como Nigel Pennington
- Rae Allen como Adell Modell
- Paula Newsome como Melanie
- Ted Raimi como Peter Saravino
- B. J. Novak como Fallon
- Joey King como Gina Fineman (não creditada)

Tom Cruise e Javier Bardem tinham assinado inicialmente para interpretarem os personagens de Adam Sandler e Don Cheadle, respectivamente. Jennifer Garner também havia assinado para interpretar o papel de Liv Tyler. Quando Cruise saiu, Bardem sugeriu Sandler após vê-lo em Punch-Drunk Love. Embora Sandler tenha sido inicialmente hesitante sobre o projeto, ele assinou depois de ler o roteiro uma segunda vez. Bardem posteriormente se retirou do projeto, de modo que Cheadle recebeu o papel.

## Trilha sonora
Enquanto a música era um componente importante para a trama, várias músicas foram usadas em diferentes partes do filme, como "Out In The Street" e "Drive All Night" de Bruce Springsteen, "Simple Man" de Graham Nash, e algumas canções de The Who, incluindo o titular "Love, Reign o'er Me". A última canção aparece na trilha sonora do filme, juntamente com uma versão cover gravado especialmente para o filme por Pearl Jam. Trailers televisionados apresentam as canções "Ashes" da banda inglesa Embrace, "All These Things That I've Done" de The Killers, e "In This Life" de Chantal Kreviazuk. A trilha sonora foi escrita por Rolfe Kent, e orquestrada por Tony Blondal.

## Recepção da crítica
Reign Over Me tem recepção favorável por parte da crítica especializada. Com tomatometer de 64% em base de 151 críticas, o Rotten Tomatoes publicou um consenso: "Reign Over Me é um conto afetado encantador de amizade e de perda, com performances sólidas de Adam Sandler como um homem agoniado, quebrado e Don Cheadle como seu velho amigo e salvador". Tem 82% de aprovação, por parte da audiência, usada para calcular a recepção do público a partir de votos dos usuários do site.
O filme estreou em #8 com um bruto de $7,460,690 a partir de 1,671 cinemas, para uma média de $4,465 por local. O filme saiu dos cinemas em 29 de abril de 2007, com uma bilheteria estadunidense de $19,661,987. Ele fez ainda $2,560,321 internacionalmente para um total mundial de $22,222,308, contra o seu orçamento de $20 milhões, tornando-se uma decepção de bilheteria.